# Riviera di Rimini Challenger 2005
Il Riviera di Rimini Challenger 2005 è stato un torneo di tennis facente parte della categoria ATP Challenger Series nell'ambito dell'ATP Challenger Series 2005. Il torneo si è giocato a Rimini in Italia dall'11 al 17 luglio 2005 su campi in terra rossa.

## Vincitori

### Singolare
Florent Serra ha battuto in finale  Iván Navarro con il punteggio di 6–3, 6–1

### Doppio
David Škoch /  Martin Štěpánek hanno battuto in finale  Christopher Kas /  Philipp Petzschner con il punteggio di 6–3, 6(1)–7, 6–1